# Serro (ort i Brasilien, Minas Gerais, Serro)
Serro är en ort i Brasilien.   Den ligger i kommunen Serro och delstaten Minas Gerais, i den sydöstra delen av landet, 600 km sydost om huvudstaden Brasília. Serro ligger 821 meter över havet och antalet invånare är 12 616.
Terrängen runt Serro är platt åt sydost, men åt nordväst är den kuperad.
Omgivningarna runt Serro är huvudsakligen savann. Runt Serro är det ganska glesbefolkat, med 25 invånare per kvadratkilometer.